# Georg Paetel
Georg Paetel (* 19. August 1871 in Berlin; † 27. April 1936 ebenda) war ein deutscher Verleger und Verlagsbuchhändler. Er entstammte der Verlegerfamilie Paetel und war Inhaber des alten Gebrüder Paetel Verlags.

## Leben
Paetel studierte Philosophie an der Université de Lausanne, der Friedrich-Wilhelms-Universität zu Berlin (der heutigen Humboldt-Universität) und der Philipps-Universität zu Marburg. Während seines Studiums in Lausanne wurde er bei der Société d’Étudiants Germania Lausanne aktiv. Nach dem Studium trat er als Freiwilliger im 1. Garde-Feldartillerie-Regiment in den Wehrdienst ein. Im Anschluss daran schrieb er seine Dissertation zu dem Thema „Die Organisation des hessischen Heeres unter Philipp dem Großmütigen“ und wurde 1897 in Marburg zum Dr. phil. promoviert. Im Jahre 1898 heiratete er in Berlin Hildegard geb. Borstell.
Bereits 1899 wurde er Teilhaber und nach dem Tode seines Vaters, des Verlagsbuchhändlers und geheimen Kommerzienrats Erwin Paetel, 1907 alleiniger Inhaber des Gebrüder Paetel Verlags in Berlin. Der Verlag wurde 1870 von seinem Vater und seinem Onkel Dr. Hermann Paetel gegründet. Außerdem war er seit 1931 Geschäftsführer und Gesellschafter der von ihm begründeten Dr. Georg Paetel Verlag GmbH. Im Gebrüder Paetel Verlag erschien mehr als 50 Jahre lang die wissenschaftlich-literarische Zeitschrift die „Deutsche Rundschau“, in der u. a. Theodor Fontane seine Effi Briest und Theodor Storm seinen Schimmelreiter veröffentlicht hatte. Außerdem hatte der Verlag neben dem Westermann-Verlag sämtliche Werke Theodor Storms veröffentlicht.
Paetel war seit 1906 wiederholt Vorsitzender des Vereins Berliner Buchhändler und des Unterstützungsvereins Deutscher Buchhändler und Buchhandlungsgehilfen. Von 1918 bis 1924 war er 1. Vorsitzender des deutschen Verlegervereins. Zusammen mit Walter de Gruyter, Oskar Siebeck, Fritz Springer und Eduard Urban setzte er sich für die Stärkung der Position des deutschen Verlegervereins innerhalb des deutschen Buchhandels ein und plädierte für eine Loslösung vom Börsenvereins des Deutschen Buchhandels.
1922 gründete er zusammen mit 6 weiteren Verlegern in Berlin die Buchhändlerische Abrechnungsgenossenschaft (BAG), welche das veraltete Rechnungswesen im Buch-, Kunst- und Musikalienhandel restrukturieren und zusammen mit der Allgemeinen Deutschen Credit-Anstalt in Leipzig eine Art Clearing-House für bargeldlosen Zahlungsausgleich zwischen Verlegern und Sortimentbuchhändlern einrichten sollte. Im Vorläufigen Reichswirtschaftsrat vertrat Paetel später den Buchhandel.
Die Zeit der Wirtschaftskrise von 1914 bis 1923 brachte eine hohe Inflation mit sich und stürzte viele Zweige des Wirtschaftslebens, aber in besonderem Maße die Wirtschaftszweige, welche geistige und kulturelle Güter zum Inhalt hatten, in eine schwere Krise. Paetel setzte sich neben der Betreuung seiner eigenen Verlagsgeschäfte, mit ganzer Kraft für die Interessen des deutschen Buchhandels ein und trug maßgeblich dazu bei, dass der deutsche Buchhandel diese Krise überstehen konnte.

## Auszeichnungen
Für seine Verdienste erhielt er das Ritterkreuz des Sachsen-Weimarischen Hausordens und den preußischen Kronenorden.

## Publikationen
- Georg Paetel: Die Organisation des hessischen Heeres unter Philipp dem Großmütigen, 1897 (Dissertation)